# غابلاس (لعبة فيديو)
غابلاس (بالإنجليزية: Gaplus)‏ ، هي لعبة فيديو إلكترونية من نوع شوتم أب، أنتجت سنة 1984 ونشرها شركة نامكو اليابانية.

## وصلات خارجية
- غابلاس (لعبة فيديو) على موقع القائمة القاتلة لألعاب الفيديو
- غابلاس at the Arcade History database
- غابلاس (لعبة فيديو) guide في موقع ستراتيجي ويكي
- A site with in-depth details on Gaplus (باليابانية)